# Mihai Covaliu
Mihai Claudiu Covaliu (ur. 5 listopada 1977 w Braszowie) – rumuński szablista, dwukrotny medalista olimpijski, czterokrotny medalista mistrzostw świata. Od 2016 roku przewodniczący Rumuńskiego Komitetu Olimpijskiego i Sportu.
Na igrzyskach olimpijskich w Atlancie w 1996 roku zajął 7. miejsce w zawodach drużynowych i 25. w indywidualnych. Podczas rozgrywanych cztery lata później igrzysk olimpijskich w Sydney wywalczył indywidualnie złoty medal, pokonując w finale Francuza Mathieu Gourdaina 15:12. Był to pierwszy w historii medal olimpijski w tej konkurencji dla Rumunii. Na tej samej imprezie był też czwarty drużynowo, Rumuni przegrali walkę o brązowy medal z Niemcami 45:27. Na igrzyskach w Atenach w 2004 roku był siódmy w rywalizacji indywidualnej. Brał też udział w igrzyskach olimpijskich w Pekinie w 2008 roku, gdzie zdobył indywidualnie brązowy medal, pokonując w walce o trzecie miejsce Francuza Juliena Pilleta 15:11. Wyprzedzili go tylko Chińczyk Zhong Man i Francuz Nicolas Lopez.
Podczas mistrzostw świata w Nîmes w 2001 roku razem z Florinem Zalomirem, Florinem Lupeicą i Victorem Găureanu zdobył brązowy medal drużynowo. Na rozgrywanych rok później mistrzostwach świata w Lizbonie zajął trzecie miejsce indywidualnie, ustępując tylko Rosjaninowi Stanisławowi Pozdniakowowi i Julienowi Pilletowi. Następnie był drugi w tej konkurencji na mistrzostwach świata w Hawanie w 2003 roku, przegrywając w finale z Wołodymyrem Łukaszenko z Ukrainy. Zdobył również złoty medal indywidualnie podczas mistrzostw świata w Lipsku w 2005 roku, pokonując w finale Stanisława Pozdniakowa.
Wielokrotnie zdobywał medale mistrzostw Europy, w tym złoto drużynowo na mistrzostwach Europy w Izmirze w 2006 roku.
W 2016 został wybrany przewodniczącym Rumuńskiego Komitetu Olimpijskiego i Sportu pełniąc wówczas jednocześnie funkcję prezesa Rumuńskiej Federacji Szermierczej oraz (do dziś) trenera rumuńskiej kadry szablistów.

## Odznaczenia
- Komandor Orderu Narodowego Zasługi – 2000[4]
- Order Zasługi Sportowej I Klasy – 2004[4]
- Order Zasługi Sportowej III Klasy nadany trzykrotnie – 2008[4]
- Kawaler Orderu Wiernej Służby – 2009[4]
- Oficer Orderu Wiernej Służby – 2012[4]